# Единожды вознесённому знамени вовек не пасть!

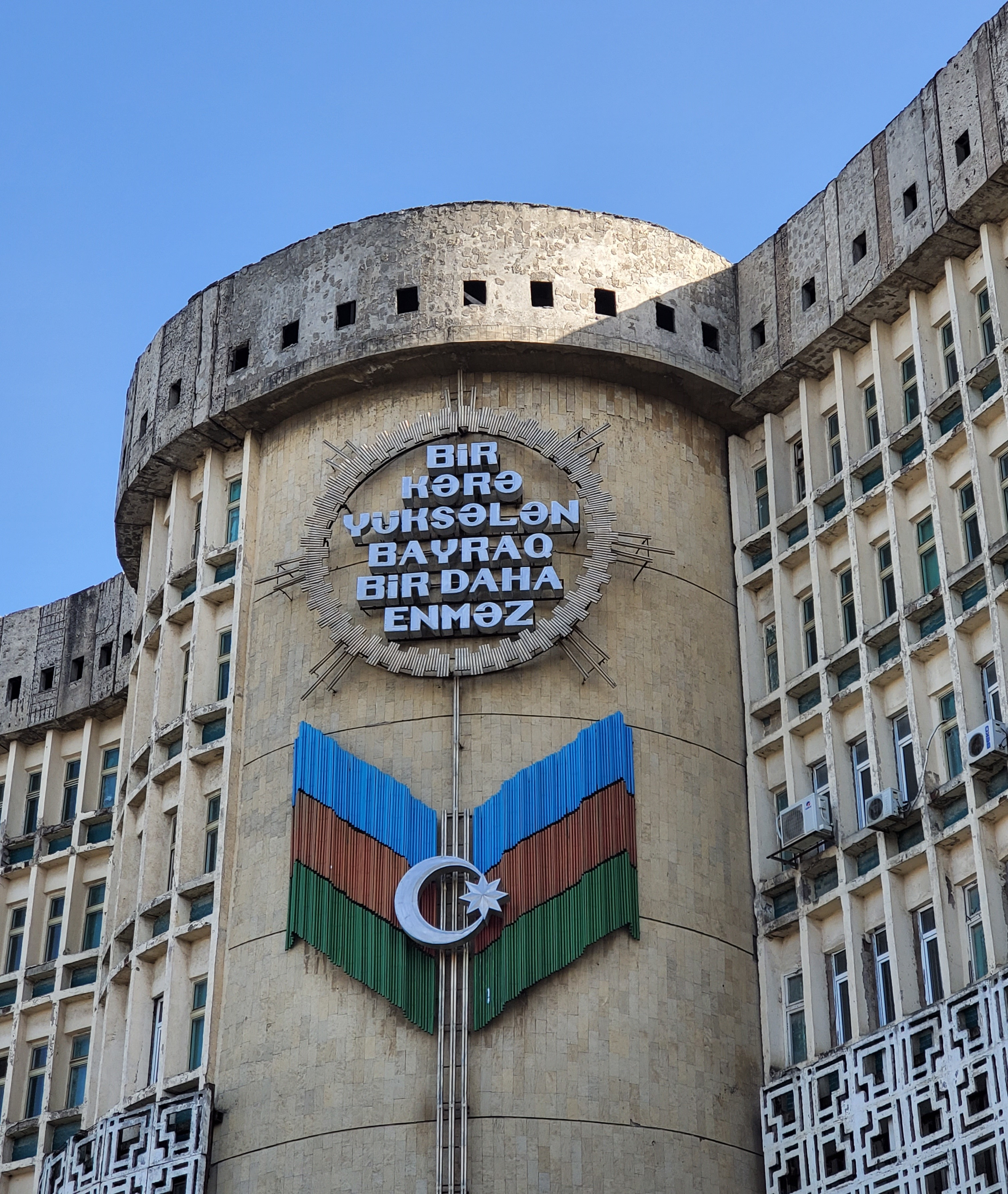
Лозунг отразился на одной из центральных улиц города Баку

Единожды вознесенному знамени вовек не пасть! (азерб. Bir kərə yüksələn bayraq, bir daha enməz!)— главный лозунг движения за независимость в Азербайджане в XX веке. Девиз принадлежит Азербайджанскому общественно-политическому деятелю, одному из основателей Азербайджанской Демократической Республики, Председателю Президиума Национального Совета Азербайджанской Демократической Республики (май-декабрь 1918 г.) Мамед Эмину Расулзаде.

## История
Ближе к концу Первой мировой войны Российская империя распалась. Южно-Кавказский регион, входивший в состав империи, также вступил в период своей независимости. Три основные нации, проживающие на Южном Кавказе, объединились и образовали общую Закавказскую Федерацию. Однако его жизнь продлилась недолго. Таким образом, в результате распада Закавказской Демократической Федеративной Республики произошло создание независимого Азербайджанского государства. 27 мая 1918 г. мусульманская фракция уже бывшего Закавказского сейма созвала экстренное совещание для обсуждения политической ситуации. После долгих обсуждений было решено создать Временный национальный совет. На пост председателя Временного Национального Совета Азербайджанской Демократической Республики был избран Мамед Амин Расулзаде (председатель ЦК партии Мусават), а на пост Председателя Исполнительного комитета - Фатали Хан Хойский (беспартийный).
28 мая 1918 года состоялось первое заседание Национального совета, на котором было принято историческое для Азербайджана решение об объявлении его независимым государством. Таким образом, после более чем 100-летнего перерыва была восстановлена национальная государственность Азербайджана в границах Восточного и Южного Закавказья. На этом же заседании был принят « Акт о независимости Азербайджана », юридически закрепляющий факт создания нового демократического государства.  

### Государственный флаг

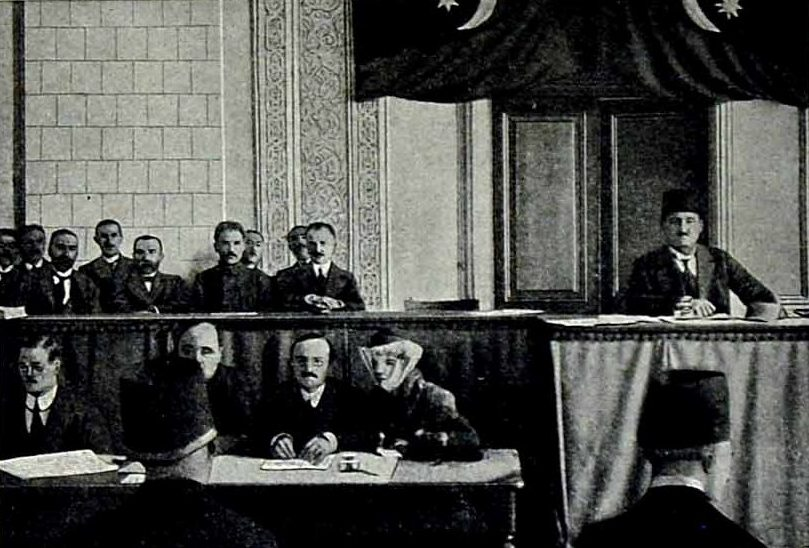
Председатель Национального совета Мамед Эмин Расулзаде на открытии парламента

Новообразованное государство также стало принимать свои основные символы. Согласно постановлению правительства от 24 июня 1918 года, в качестве государственного флага Азербайджана был принят флаг из красного полотнища, изображающий белый полумесяц и восьмиконечную звезду на красном фоне. 9 ноября этот флаг был заменен сине-красно-зеленым флагом с изображением белого полумесяца и восьмиконечной звезды. Три цвета государственного флага Азербайджанской Республики "представляли турецкую национальную культуру, современную европейскую демократию и исламскую цивилизацию".
Первое постановление правительства о государственном флаге Азербайджанской Республики было принято 21 июня 1918 года. В этом постановлении азербайджанский флаг был принят в качестве флага из красного материала с изображением белого полумесяца и белой восьмиконечной звезды на красном фоне. На момент принятия этого решения правительство Азербайджана все еще находилось в Гяндже, и осуществлять деятельность в Баку было невозможно. Правительство Азербайджана смогло действовать в Баку только 15 сентября. Первый государственный флаг был красного цвета в форме государственного флага Турции. Первый флаг Азербайджанской Демократической Республики просуществовал до 9 ноября 1918 года.
Вскоре после начала деятельности Азербайджанской Демократической Республики в Баку было принято второе решение о флаге. 9 ноября 1918 года Совет Министров Азербайджанской Демократической Республики принял решение о национальном флаге. В этом постановлении, подписанном председателем Совета министров Фатали ханом Хойским, говорится: “принять в качестве национального флага флаг, состоящий из зеленого, красного, синего цветов, белого полумесяца и восьмиконечной звезды”. Впервые национальный флаг Азербайджана был принят и поднят 9 ноября 1918 года в Баку, на здании Совета Министров Азербайджанской Демократической Республики (ныне Азербайджанская государственная нефтяная компания, в то время собственность нефтяного миллионера, известного певца Сеида Мирбабаева). Один из самых славных и памятных дней в истории азербайджанского флага был 7 декабря 1918 года во время открытия парламента Азербайджанской Демократической Республики, первого демократического, светского государства на востоке и в тюрко-исламском мире, когда национальный флаг был поднят над зданием парламента (на здании школы для девочек великого мецената и миллионера Гаджи Зейналабдина Тагиева, ныне Институт рукописей). В результате Бакинской операции Красной армией советской России Азербайджанская Демократическая республика была свергнута, а 3 мая 1920 года над зданием азербайджанского парламента был спущен трехцветный национальный флаг, символизирующий священный идеал этой республики – независимость.

### Появление лозунга
После падения Азербайджанской Демократической Республики М.А. Расулзаде какое-то время работал в Москве, но затем вынужден был эмигрировать.. В эмиграции наряду с политической деятельностью, также занимался литературным творчеством. В 1923 году в Стамбуле вышла книга Расулзаде «Азербайджанская Республика. Её возникновение и нынешнее положение». Изданы книги «Сиявуш нашего века», «Идеология независимости и молодёжь». Произведение «Сиявуш нашего века», изданное в Стамбуле в 1923 году, заканчивается обращением Мамед Эмина Расулзаде к молодежи Азербайджана. В этом обращении звучит лозунг: 

«Да, граждане! И поэтому вы, следующее поколение, молодежи! О взрослый сын Сиявуша нашего века!
На вас лежит большая ответственность. Поколение до вас создало флаг из ничего, символ священного идеала. Подняв его с тысячей трудностей, он сказал:
«Единожды вознесенному знамени вовек не пасть!»